# Den nakna maja
Den nakna maja (spanska: La maja desnuda) är en oljemålning av den spanske konstnären Francisco de Goya från 1795–1800. Det finns även en påklädd version, Den klädda maja (spanska: La maja vestida), som är en oljemålning från 1800–1807. Båda tavlorna kan sedan 1901 beskådas sida vid sida på Pradomuseet i Madrid. 
Målningarna visar samma kvinna i samma pose. Utan antydan till mytologisk eller allegorisk mening var Den nakna maja den första realistiska avbildningen av en naken kvinna i naturlig storlek i västerländsk konst. 

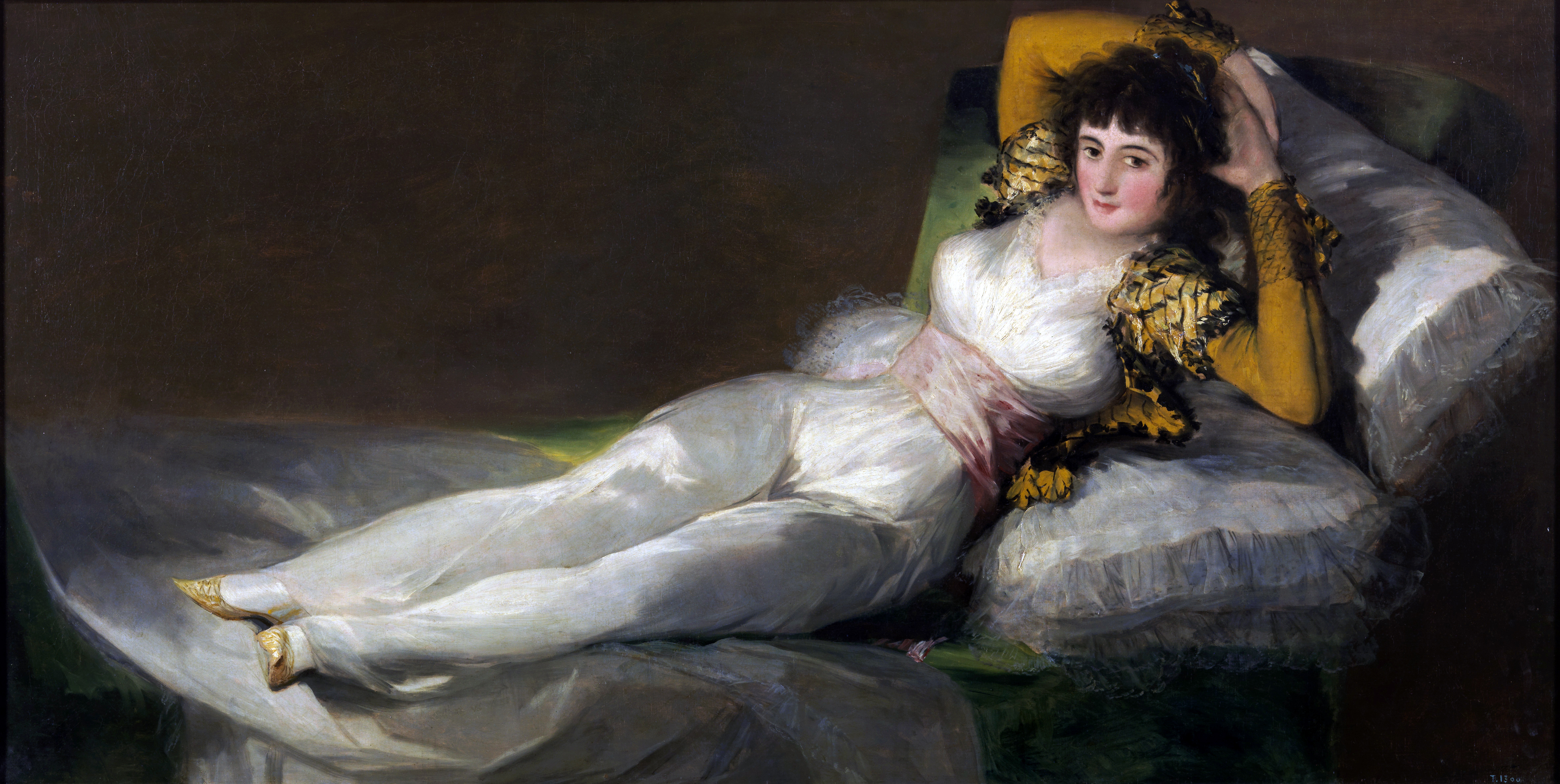
Goyas Den klädda maja (95 × 188 cm) från 1800–1807, också utställd på Pradomuseet.

Det har spekulerats mycket kring kvinnans identitet. En sannolikt felaktig teori är att modellen var hertiginnan av Alba, som Francisco de Goya porträtterat flera gånger och som det ryktades om hade en affär med honom. Mer troligt är det var Pepita Tudó, älskarinna och senare hustru till premiärministern Manuel de Godoy. Namnet maja han härledas till den spanska benämningen för kvinnor från de lägre samhällsklasserna som klär sig pråligt.
Båda målningarna var sannolikt beställda av Godoy. Den nakna maja omnämns för första gången år 1800 då den ingick i Godoys privata samling tillsammans med klassiska målningar av nakna kvinnor såsom Diego Velázquez Venus med spegel och verk av Tizian. Den klädda maja omnämndes dock inte i den inventeringen varför det antagits att den tillkommit senare. I en inventering av Godoys konst år 1808 omnämns båda maja-målningarna. Under de politiska konflikterna som uppstod i spåren av Napoleonkrigen förlorade Godoy sin ställning som gunstling och Ferdinand VII konfiskerades alla hans ägodelar. År 1813 övertog inkvisitionen båda målningarna och förklarade dem oanständiga. Goya och Godoy ställdes inför inkvisitionen 1814 på grund av målningarna. År 1836 överfördes dock målningarna från inkvisitionen till Konstakademin i San Fernando och senare till Pradomuseet i Madrid 1901.

## Bilder

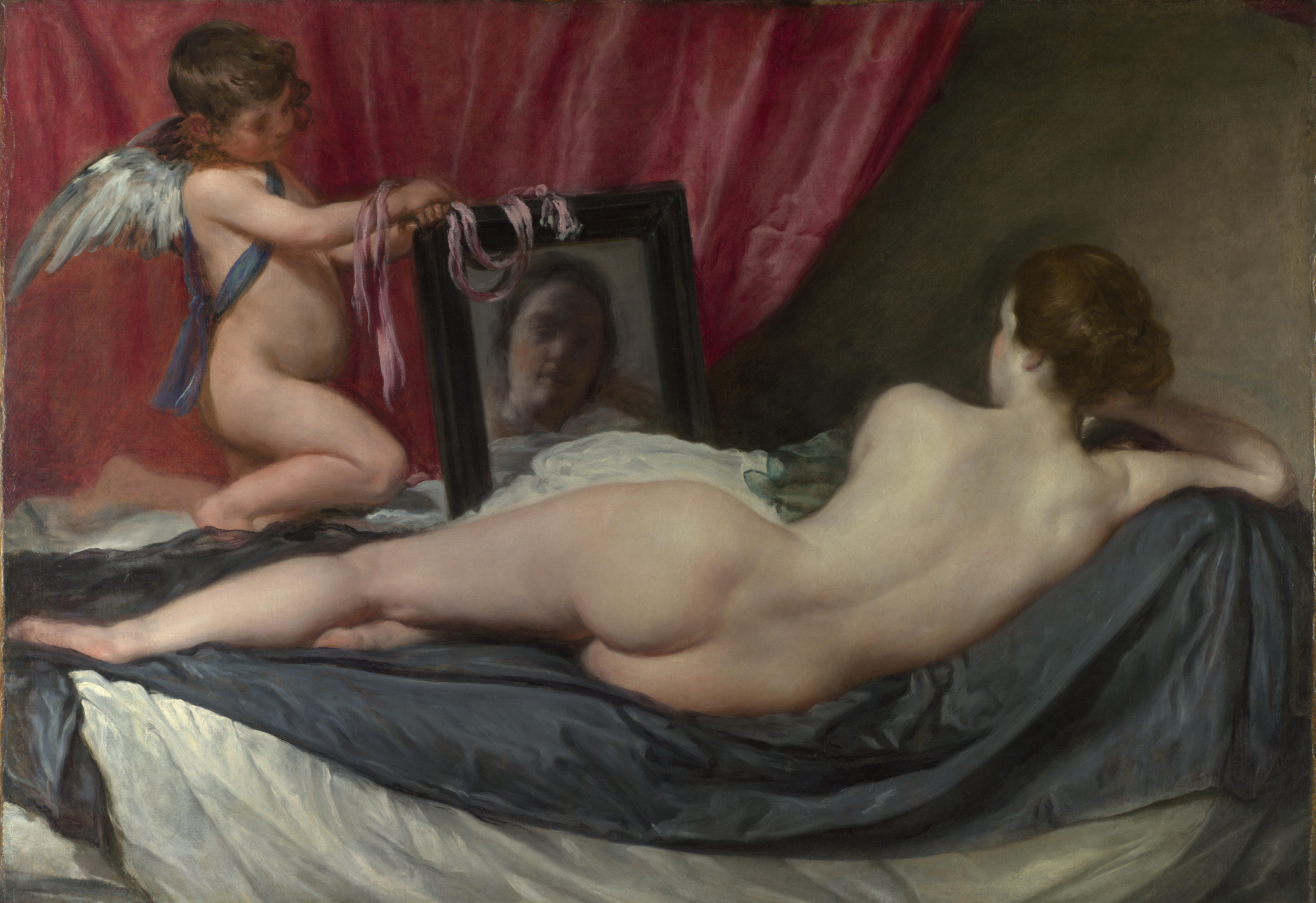
Diego Velázquez Venus med spegel från omkring 1650 inspirerade Goya. Idag är den utställd på National Gallery.
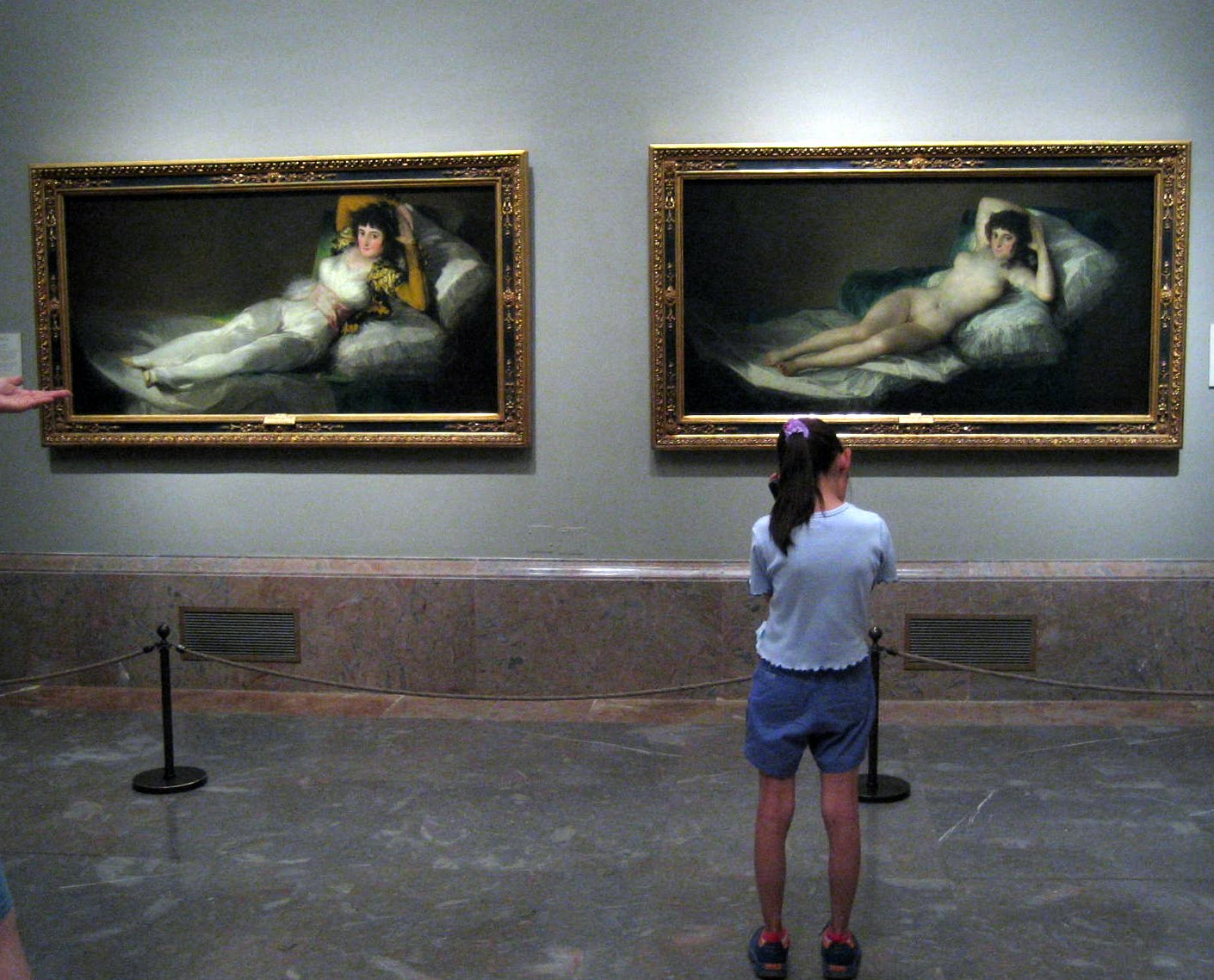
De båda maja-tavlorna sida vid sida på Pradomuseet.
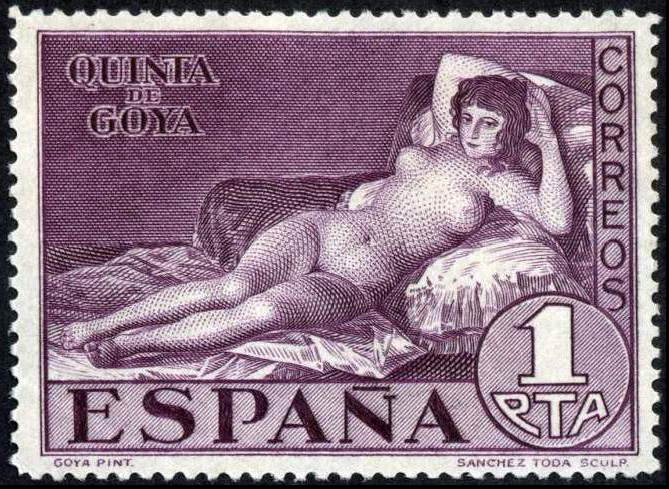
Spanskt frimärke från 1930.